# Dambarare
Koordinaten: 17° 2′ S, 29° 58′ O
Dambarare, auch Dandebara, das heutige Jumbo, etwa 150 Kilometer nordwestlich von Harare war eine portugiesische Handelssiedlung mit Festung aus dem 17. Jahrhundert im oberen Tal des Flusses Angwa in Simbabwe.

## Beschreibung
Der portugiesische Jesuit Manuel Barreto beschreibt den Ort als „Adelssitz“ der Karanga und „schön angelegt“. Aus dieser Zeit finden sich Ruinen auf dem Gelände der Doxford-Farm und nahe dem Jumbo-Bergbau. Die portugiesische Festung befand sich 25 km südwestlich dem Dorf Mhangura.
Dambarare wurde 1693 vom Häuptling der Rozvi, Changamire, zerstört. Alle Portugiesen und einige indische Händler wurden getötet, zwei Dominikaner überlebten. Die Portugiesen mussten den Ort aufgeben und sich zurückziehen.